# Popponi
Popponi, jindy zváni staršími Babenberky (podle hradu Bamberk ve Francích), patřili mezi starou a významnou šlechtu s působností převážně v oblasti Franckého vévodství. Původ rodu údajně sahá až do poloviny 8. století k rodu Robertovců.

## Historie

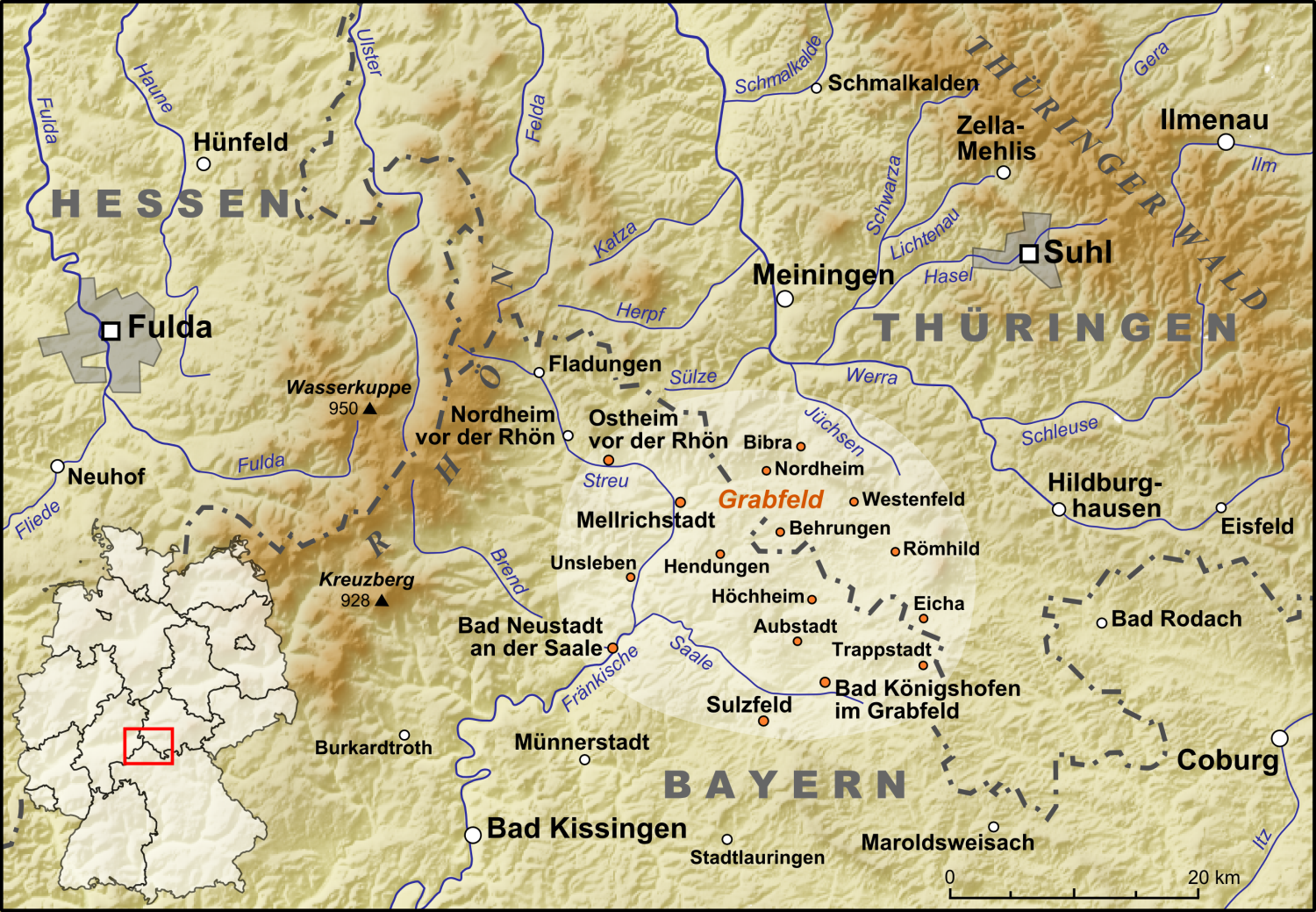
Oblast hrabství Grabfeld

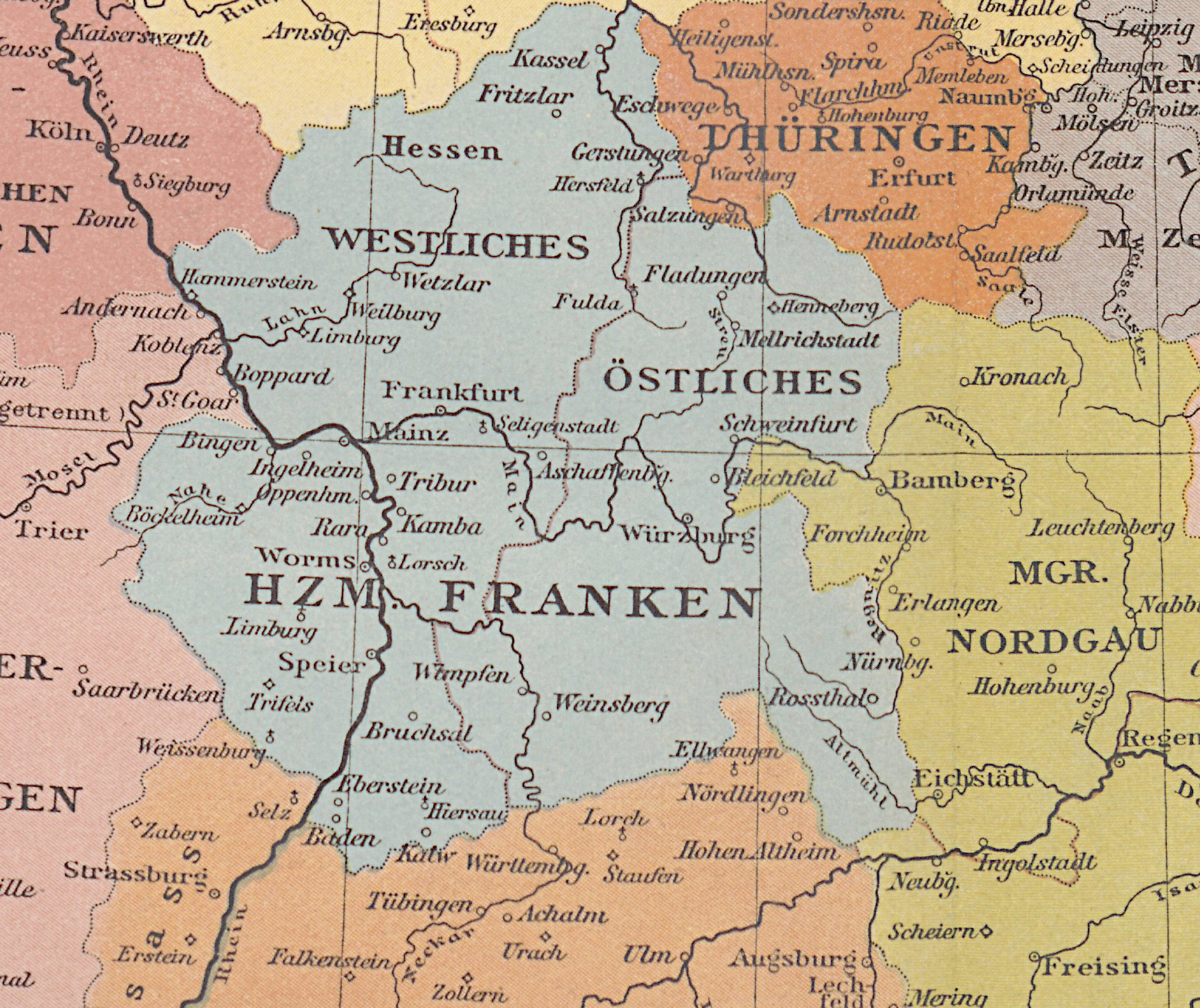
Franské vévodství koncem 9. století

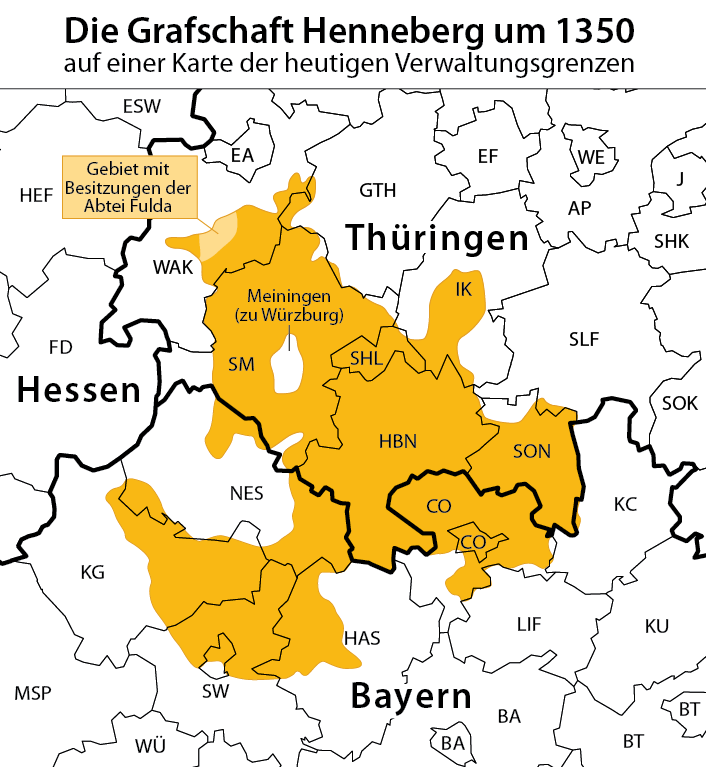
Hannenberké hrabství v polovině 14. století

### Původ
Nejstarším známým předkem rodu byl Poppo I., hrabě z Grabfeldu, nacházející se na pomezí Durynska a Bavorska v oblasti severovýchodní části Franckého vévodství, který roku 819 daroval majetek klášteru Fulda. Jeho údajným předkem měl být Cancor z rodu Robertovců, ze kterého později vzešel významný královský rod Kapetovců. Tento Cancor, hrabě z Oberrheingau (dnešní Hesensko), roku 764 založil Opatství Lorsch a byl bratrem Roberta z Hesbaye, předka Ody Pařížského, prvního Kapetovce na francouzském trůnu.
Poppo patřil k významným straníkům franského císaře Ludvíka Zbožného a naopak neměl právě dobré vztahy s jeho synem Ludvíkem Němcem. Jeho jméno se objevuje ještě roku 839 při směně majetku, ale vzhledem k jeho loajalitě k bývalému císaři Ludvíku Zbožnému (†840) se dá předpokládat, že po ovládnutí Východofranské říše Ludvíkem Němcem svá postavení nejspíše ztratil. Bez zajímavosti jistě není ani to, že ve zmíněných listinách je zapsán jako Boppo, nikoliv tedy jako Poppo.

### Popponi v 9. století
Významnými osobnostmi rodu byli sourozenci Heinrich a Poppo II., u kterých však není jisté, v jakém příbuzenském vztahu byli s Poppem I., dá se však předpokládat, že patřili až k třetí generaci.
Heinrich (Heimrih) († 886) se vyznamenal jako uznávaný velitel a válečník, především pak ve službách syna Ludvíka Němce Ludvíka III., který po smrti otce (†876) získal Franky, Sasko a Durynsko. Heimrih se stal obávaným nepřítelem Vikingů, bojoval i za věc svého bratra Poppa II. v Durynsku. V období mezi léty 861 až 866 se zapletl do vzpoury proti Ludvíku Němci, vyjednával o spojenectví s Velkomoravským knížetem Rastislavem, avšak díky přízni Ludvíka Mladšího to pro něj nemělo fatální následky. Po smrti svého ochránce Ludvíka Mladšího († 882) sloužil dalším karolinským vládcům a dosáhl roku 886 titulu markýze z Neustrie a také vysoké vojenské hodnosti princeps militiae, avšak téhož roku padl při obraně Paříže, když jej Vikingové vlákali do pasti. Taktéž je znám jako zakladatel hradu Babenberg.
Poppo II. je prvně zmiňován v roce 880 jako vítězný velitel výpravy proti Slovanům a stal se markrabětem Srbské (Durynské) marky. Roku 883 zvítězil v konfliktu nad vévodou Durynským Eginem, snad mladším bratrem. Avšak jeho moc padla v roce 892, kdy jej Východofranský král Arnulf Korutanský zbavil této državy a předal ji Konrádu Staršímu z rodu Konrádovců, což předznamenalo začátek sporu mezi těmito dvěma rody. Poppo II. však zcela neupadl v nemilost, neboť v období panování syna Arnulfova Ludvíka IV. Dítěte získal titul hraběte z Nordgau, aspoň podle dobových dokumentů z roku 903. Ještě roku 906 je zmiňován při daru klášteru Fulda. Své postavení si udržel i proto, že se nezapletl do sporů mezi svými synovci a Konrádovci.

### Spor s Konrádovci
Heimrih měl tři syny. Adalberta, Adalharda a Heinricha, kteří se pustili do otevřeného sporu s Konrádovci. I když Arnulf Korutanský přibrzdil mocenský růst Popponů na úkor jiných rodů, snažil se o jistou rovnováhu mezi nimi. To se změnilo jeho smrtí a nástupem jeho syna Ludvíka na východofranský trůn. Chlapec měl při nástupu na trůn sedm let a jeho vychovatel Hatto, mohučský arcibiskup, měl na něj značný vliv. Ten navíc stranil Konrádovcům, kteří byli s vládnoucím rodem pokrevně spřízněni. V předcházejícím období od roku 897 ztratili Popponi na úkor Konrádovců své statky v Hesensku a západních Francích a Konrádovec Gebhard se stal lotrinským vévodou. A jak poznamenal autor Reginonis Chronicon, tak: „Od malé jiskry vzplanul velký žár“. Vše vyvrcholilo bojem o východní část Franckého vévodství roku 902, když würzburský biskup Rudolf, sám Konrádovec, oblehl hrad Babenberg. Ztráty po bitvě z 21. září čítaly obě strany. Padl Konrádovec Eberhard, z Popponů Heindrich a zajatého Adalharda nechal popravit vévoda Gebhard roku 903. Unikl pouze nejstarší Adalbert.
Přeživší Adalbert posiloval svoje pozice po odchodu mladého krále Ludvíka do Bavorska. Začal na Konrádovce vojensky dotírat a vše vyvrcholilo přepadením Konráda Staršího a jeho vojska ze zálohy u Fritzlaru 27. února 906. Konrád Starší zde padl a Adalbert se po vítězné bitvě pustil do rozsáhlého rabování a vrátil se na hrad Babenberk, kterého se dočasně zmocnil. V červenci byl povolán před říšský sněm, aby se zodpovídal ze svého činu, ale k tomu se vůbec nedostavil. Byl tedy mladým králem prohlášen za psance, narušitele míru a říšským škůdcem. Za této situace ho opustil při obležení hradu Theres jeho jediný spojenec, bratranec Egin, který se vzdal královským vojskům. Adalbert pak byl údajně zradou polapen a 9. září 906 sťat.

### Babenberkové
Rodová návaznost mezi staršími a mladšími Babenberky je sporná. Tuto legendu začali budovat samotní Babenbergové zásluhou Oty z Freisingu. První známí noví Babenberkové Leopold a Berthold mohli být syny Arnulfa Bavorského a jejich původ tak v rodu Luitpoldovců, ovšem vzhledem k tomu, že větev rodu odvozena od výše zmíněného Bertholda z Nordgau měla značný vliv ve Würzburku i Bamberku, nejde vyloučit, že tento rod markrabat ze Schweinfurktu mohl být pokračovateli dříve významných Popponů. Stejně tak se objevují domněnky, že Popponi se v přímé mužské linii stali hrabaty z Hennebergu, nacházejícím se v jižním Durynsku a severních Francích. Tento rod vymřel koncem 16. století a měl pocházet od potomků Poppa II. zmiňovaného výše, původně snad byli purkrabími ve Würzburku.
Není však vyloučena ani jiná rodová příbuznost Popponů, a to s mocným rodem Liudolfingů, tedy předrodem Otonů a to tak, že Hendrich I. (Heimrih) měl mimo tří syny, kteří zahynuli ve válce s Konrádovci, i dceru Hedwigu, která byla manželkou Oty Saského (†912), otce Jindřicha Ptáčníka. To vysvětluje i to, proč Liudolfingové stáli vytrvale na straně Popponů proti Konrádovcům.
Heimrihův syn Adalbert po sobě zanechal syna Heindricha, který mohl být mimo jiné otcem výše zmiňovaných bratrů Leopolda (zakladatele rakouských Babenberků) a Bertholda (předka markrabat ze Schweinfurktu).
Najít však skutečné vazby mezi starým rodem Babenberků a tím novějším je obtížné potvrdit.